# Papiria de triumviris capitalibus
La lex Papiria de triumviris capitalibus va ser una antiga llei romana que va instituir la magistratura dels triumvirii capitales, a proposta del tribú de la plebs Gai Papiri Carbó.